# Csi Dzsinhi
Csi Dzsinhi (hangul: 지진희, RR: Ji Jin-hui; 1971. június 24.–) dél-koreai színész.

## Filmográfia

### Mozifilmek
- H (2002)
- If You Were Me (2003)
- Perhaps Love (2005)
- Bewitching Attraction (2006)
- The Old Garden (2007)
- Soo (2007)
- Meet Mr. Daddy (2007, cameo)
- Paradise (2009)
- Parallel Life (2010)
- Looking for My Wife (2010)
- Thomas & Friends: Misty Island Rescue (2011, szinkronhang)
- Love Fiction (2012)
- Ghost Sweepers (2012; író)
- On the Way (2014)
- Bad Sister (2014)
- Helios (2015)
- Summer Snow (2015)

### Televíziós sorozatok
- Designated Survivor: 60 Days (2019, tvN)
- Misty (2018, JTBC)
- Second To Last Love (2016, SBS)
- Snow Lotus Flower (Lucid Dream) (2015, SBS)
- I Have a Lover (2015, SBS)
- Late Night Restaurant (2015, SBS)
- Blood (2015, KBS2)
- One Warm Word (2013, SBS)
- Dating Agency: Cyrano (2013, tvN, cameo)
- The Great Seer (2012, SBS)
- My Husband Got a Family (2012, KBS2, cameo)
- Take Care of Us, Captain (2012, SBS)
- A királyi ház titkai - Szukcsong koreai király (2010, MBC)
- He who can't marry (2009, KBS2)
- Star's Lover (2008, SBS, cameo)
- Spotlight (2008, MBC)
- Spring days (2005, SBS)
- Miss Kim's Million Dollar Quest (2004, SBS)
- A palota ékköve - Min Csonghó (2003, MBC)
- Love letter (2003, MBC)
- Afternoon After the Passing Rain (2002, MBC/Fuji TV)
- Four sisters (2001, MBC)
- Juliet's Man (2000, SBS)

## Díjai
- 2004: Legjobb színész (SBS)
- 2009: Legjobb színész (KBS2)
- 2010: Legkiválóbb színész (MBC)[3]
- 2011: Hong Kong Cable TV Awards, legjobb színész
- 2015: SBS Drama Awards, Top 10-es sztár-díj; legjobb páros-díj

## Családi élete
Csi Dzsinhi (Ji Jin-hui) 2004-ben vette feleségül I Szujont (Lee Su-yeon), akitől egy kisfia született.